# Våler, Innlandet
Våler je vas in občina v okrožju Innlandet na Norveškem.
1. ↑  »Forskrift om målvedtak i kommunar og fylkeskommunar« (v norveščini). Lovdata.no.